# Лупіон
Лупіон (ісп. Lupión) — муніципалітет в Іспанії, у складі автономної спільноти Андалусія, у провінції Хаен. Населення — 966 осіб (2010).
Муніципалітет розташований на відстані близько 270 км на південь від Мадрида, 33 км на північний схід від Хаена.
На території муніципалітету розташовані такі населені пункти: (дані про населення за 2010 рік)
- Гуадалімар: 307 осіб
- Лупіон: 659 осіб

## Демографія
Динаміка населення (INE ):